# Från floden till havet

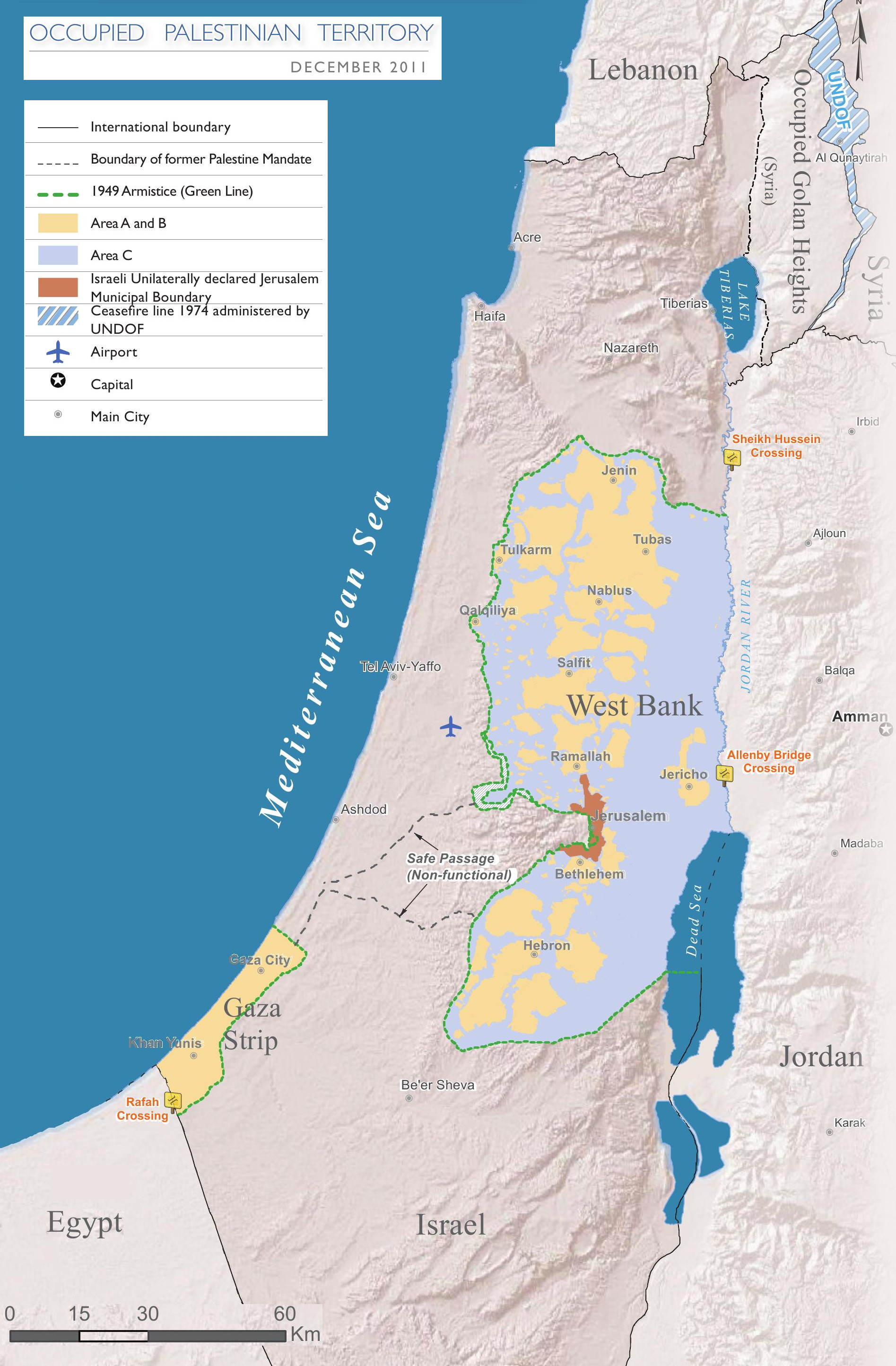
Karta som visar Israel och de palestinska områdena enligt Osloavtalet. Jordanfloden ligger till höger och Medelhavet till vänster.

"Från floden till havet" (arabiska: "من النهر إلى البحر", engelska: "From the River to the Sea") är en politiskt laddad paroll som syftar på det geografiska området mellan Jordanfloden och Medelhavet, som inkluderar staten Israel och de palestinska områdena, Västbanken och Gazaremsan. Området har sedan staten Israel utropades varit föremål för återkommande krig och konflikter och frasen har använts av olika grupper som velat kontrollera området. Den har bland annat använts av Palestinska befrielseorganisationen (PLO) på 1960-talet och av Israels Likudparti 1973.
Frasen tolkas på olika sätt. Eftersom frasen syftar på hela området som idag är omtvistat mellan Israel och Palestina, kan dess syfte  tolkas som utplånandet av den israeliska staten och målet att ersätta den med en ny, större, palestinsk stat, som sträcker sig från Jordanfloden till Medelhavet. En annan tolkning är att den argumenterar för en enhetlig stat där judar och araber ska ha lika rättigheter. En tredje tolkning är att Israel ska kontrollera hela området. Alla dessa förslag står i kontrast till FN:s beslut om en tvåstatslösning, som grundar sig i att en palestinsk stat ska upprättas och existera vid sidan av en judisk stat.

## Användning

### Palestinska och islamistiska grupper
Sloganen har använts av palestinska politiska grupper sedan 1960-talet som en uppmaning till palestinsk befrielse. Ursprungligen populariserades den av PLO.  Sloganen har använts av militanta palestinska grupper, inklusive Hamas och Folkfronten för Palestinas befrielse. Den har även använts i pro-palestinska proteströrelser och ofta skanderats vid demonstrationer, vanligtvis följt av frasen "Palestina kommer att bli fritt". Tolkningen skiljer sig åt bland anhängare av sloganen. En del menar att de kräver en enstatslösning, en enda sekulär stat i hela det historiska Palestina där människor av alla religioner och etniciteter har samma medborgarskap.
Islamistiska militanta grupper, inklusive Hamas och Islamiska Jihad, tillsammans med vissa arabiska ledare som Saddam Hussein, har använt denna slogan i syfte att kräva att Israel ska utplånas och ersättas med en enad palestinsk stat. Ibland har de också föreslagit att hela eller större delar av den judiska befolkningen bör avlägsnas eller till och med mördas. Hamas, som en del av sina stadgar från 2017, avvisade "alla alternativ till en fullständig och fullständig befrielse av Palestina, från floden till havet ", med hänvisning till alla områden i det forna Brittiska Palestinamandatet ska vara en stat och att den judiska staten Israel inte har rätt att existera.
Islamiska Jihad förklarade 2004 att Palestina, från Jordanfloden till Medelhavet, ska vara ett arabiskt och islamiskt land som inte överlåter en tum av marken till Israel vars existens är olaglig och ej bör erkännas.

### Israeliska partier och regeringsföreträdare
Israels parti Likud skriver redan i första punkten i sitt program från partiets bildande 1973 att ”…mellan havet och Jordanfloden ska det enbart finnas israelisk överhöghet”. Programmet avvisar helt tanken på en palestinsk stat och slår fast att ”Israels land tillhör det judiska folket för evigt”.
De israeliska politikerna Uri Ariel (2014) och Gideon Saar (2000) har använt frasen med betydelsen att ingen palestinsk stat skulle accepteras.
I januari 2024 deklarerade Israels premiärminister Benjamin Netanyahu att "Israel i framtiden måste kontrollera hela området från floden till havet".

## Kritik och kriminalisering
Den palestinska användningen av frasen ses ofta som antisemitisk. USA:s representanthus har brännmärkt frasen som en uppmaning till folkmord på det judiska folket och  amerikanska pro-israeliska organisationen Anti-Defamation League anser att den förnekar judarnas rätt till självbestämmande. I ett flertal länder har man diskuterat eller genomfört förbud mot att använda frasen.
Efter Hamas attack mot Israel 2023 föreslog den brittiska inrikesministern Suella Braverman att sloganen skulle kriminaliseras i vissa sammanhang.
Frasen har förbjudits i Tyskland, som ett led i förbud mot att stödja  terrororganisationen Hamas.
I Sverige har bland annat Liberalerna drivit för att fransen ska kriminaliseras då ramsan anses vara antisemitisk och enligt liberalerna ska tolkas som en uppmaning till utplåning av staten Israel och dess folk, något som ”inte hör hemma på svenska gator”.
I Österrike har förbundskanslern Karl Nehammer påstått att frasen skulle kunna tolkas som en uppmaning till mord.[källa behövs] Den 11 oktober 2023 förbjöd polisen i Wien, en pro-palestinsk demonstration, med hänvisning till införandet av frasen "from the river to the sea" i inbjudningar, eftersom det sågs som ett brott mot artikel 2 i den europeiska konventionen för mänskliga rättigheter.[källa behövs]
Frasen har också granskats i Nederländerna där en majoritet av det holländska parlamentet var överens om att frasen är en uppmaning till våld.
Elon Musk har förbjudit sloganen på plattformen X.